# Tweelingkomkommerspin
De tweelingkomkommerspin (Araniella opisthographa) is een spinnensoort uit de familie wielwebspinnen. 
Het vrouwtje wordt 4 tot 6 mm, het mannetje 3,5 tot 4. Deze spin lijkt precies op de gewone komkommerspin. Voor determinatie is genitaal onderzoek nodig. Komt voor in Europa tot Centraal-Azië.